# Двухлинейная камбала
Двухлинейная камбала (лат. Lepidopsetta bilineata ) — вид лучепёрых рыб из семейства камбаловых. Это донная рыба, обитающая на песчаном и гравийном субстрате на глубине до 575 метров, хотя чаще всего встречается на глубине от 0 до 183 метров. Его средой обитания являются умеренные воды северной части Тихого океана, от Нижней Калифорнии до Аляски, Алеутских островов и юго-восточной части Берингова моря. Он вырастает до 60 сантиметров в длину и может весить до 1,8 кг, а максимальная зарегистрированная продолжительность жизни составляет 22 года.

## Внешний вид и строение
Двухлинейная камбала — это правосторонняя камбала. Её верхняя поверхность от серого до оливкового, темно-коричневого или черного цвета, с более светлыми или темными крапинками, иногда с желтыми или красными пятнами; нижняя часть светлая. Спинной и анальный плавники с темными пятнами или полосами, а возле хвостовых плавников могут быть желтоватые. Хвостовой плавник выпуклый — округлый или широко V-образный. У неё небольшой рот с мясистыми губами, зубы сильнее развиты на нижней стороне.
Эта камбала распространена от восточной части Берингова моря до центральной Калифорнии. Их общая длина может достигать 63,5 см.

## Роль в экосистеме
Двухлинейная камбала занимает в пищевой цепи умеренно высокий трофический уровень.

## Питание
Рацион двухлинейных камбал состоит в основном из организмов зообентоса, таких как моллюски, ракообразные, офиуры, морские черви и другие рыбы.

## Естественный враги
Двухлинейную камбалу поедают морские млекопитающие и другие рыбы, в том числе акулы, минтай, желтоперая камбала, тихоокеанский палтус и тихоокеанская треска.

## Размножение
Достигают репродуктивной зрелости в возрасте от 4 до 7 лет и нерестятся зимой до ранней весны. Икринки донные и прилипают к поверхности, на которую отложены; вылупление занимает от 6 до 25 дней.

## Коммерческое рыболовство
Вылавливается в коммерческих целях и является важным объектом тралового промысла в Беринговом море и заливе Аляска. Несмотря на чрезмерный вылов этой рыбы в 1960-х годах, ее запасы восстановились, а биомасса в Беринговом море и популяции Алеутских островов в настоящее время оценивается как очень высокая, в два раза превышающая уровень, необходимый для поддержания максимального устойчивого вылова. В 2008 году предполагаемая биомасса при промысле в заливе Аляски составляла около 161 617 тонн по сравнению с уловами от 1 468 тонн в 2004 году до 4 260 тонн в 2007 году. На Аляску приходится большая часть мирового вылова этой рыбы: вылов более 52 000 тонн в 2008 году.
Ловля двухлинейной камбалы у побережья Соединенных Штатов находится в ведении Тихоокеанского совета по управлению рыболовством и Совета по управлению рыболовством северной части Тихого океана, двух из восьми региональных советов по управлению рыболовством США.